# Centrale d'Hendrina
La centrale d'Hendrina est une centrale thermique alimentée au charbon située dans la province de Mpumalanga en Afrique du Sud.